# Lycée Montesquieu (Bordeaux)
Pour les articles homonymes, voir Lycée Montesquieu.
Le lycée Montesquieu de Bordeaux (Nouvelle-Aquitaine) est un établissement scolaire public dont la création remonte à 1901.

## Historique du lycée

### Les origines
Le lycée Montesquieu est implanté sur un terrain ayant fait partie d'une seigneurie foncière du Moyen Âge appelée les « Quinze curés de Bordeaux » dans la sauveté de Saint-Seurin. Ce terrain était administré, entre le XIe et le XIIIe siècle, par des chanoines qui favorisaient la culture de la vigne. En dehors des rues et des chemins semi-urbanisés, les terres étaient parsemées de nombreux jardins, petites exploitations, maisons basses et masures.
Au XVIe siècle, le terrain était encore en majeure partie planté de vignes et de figuiers arrosés par la fontaine de Figueyrau, l'une des plus vieilles fontaines de Bordeaux datant du XIIe siècle. Située au n° 61 de la rue Laroche, elle alimentait de nombreux lavoirs (rue du Lavoir). L'origine de son nom vient peut-être de « higueys » (« figuiers » en gascon). La fontaine de Figueyrau devint célèbre au XVIIe siècle en raison des pèlerinages organisés en période de sécheresse pour faire revenir la pluie et des services qu'elle rendait aux marchands d'eau qui sillonnaient Bordeaux avant l'apparition de l'eau potable dans les maisons. Le terrain prit alors le nom de « plantier de Figeyrols ».

Entre le XVIIe et le XVIIIe siècle, le territoire était encore rural et les terres marécageuses qui couvraient tout le territoire furent asséchées. À cette époque, la rue Lagrange constituait une limite naturelle à l'urbanisation car elle séparait la ville des marais. Le plantier de Figeyrols changea de propriétaire (et donc de nom) plusieurs fois : le domaine devint la propriété de seigneur d'Anglade et porta le nom de « domaine du Pradets », puis il fut vendu en 1637 à M. de Mérignac, doyen du Parlement, qui le vendit à son tour à Pierre Avelanet l'année suivante ; ce fut à la suite du mariage de Melle Suzanne Avelanet avec Jean Labatut, bourgeois et courtier royal, que le domaine prit le nom de « domaine de Labatut ». En 1714, le domaine fut vendu de nouveau par la veuve Labatut à Jean-Baptiste Thibault, conseiller du roi au Conseil souverain de la Martinique. Cette année-là, le domaine de Labatut s'enrichit progressivement de diverses constructions et exploitations : maison, chai, cuvier et autres bâtiments, fontaine, source, puits, vivier, lavoir, jardin, parterre, verger à fruits… En 1751, il subit des améliorations assez importantes puisque des échoppes bordelaises virent le jour le long de la rue Figueyrau (rue Laroche). L'actuelle rue de la Course fut ouverte en 1754 sur ce dernier terrain. On y avait également édifié un cirque où devaient se dérouler des combats de taureaux et d'autres animaux. Le jardin royal « à la française » (l'actuel Jardin public) fut créé sous l'impulsion du marquis Louis-Urbain Aubert de Tourny, alors intendant de Guyenne à Bordeaux, et servit de point d'ancrage au développement de l'urbanisme dans cette partie de la ville au siècle des Lumières. 

Au XIXe siècle, l'ancien domaine de Labatut comprenait désormais une maison, un jardin, une fontaine et une salle de danse situés entre la rue Méry, au nord, la rue le Chapelier et la place Longchamps, à l'est, la rue Laroche, au sud, et la rue Lagrange, à l'ouest. Vendu en 1859 à Paul Delmas, docteur en médecine, le domaine d'une superficie totale de 8 607 m2 prit le nom de « maison de santé de Longchamps » et était composé d'un hôtel élevé de deux étages supérieurs avec mansardes (en façade de la rue Lagrange), d'un institut d'hydrothérapie (et d'électrothérapie) dont la façade de style classique fut réalisée en pierres calcaires et décorée de motifs floraux, entouré d'un vaste jardin à l'anglaise, ainsi que de dépendances diverses. L'ancien vignoble qui longeait la rue de la Course fut morcelé lors de la création des rues Crozilhac, d'Anjou, etc. Le docteur Delmas vendit finalement à la Ville de Bordeaux les terrains qui servaient à l'exploitation du centre d'hydrothérapie de la place Longchamps qui, en 1873, s'appelait encore « place du Jardin des Plantes ».

### Vers la dimension d'un lycée
Depuis longtemps, l'équipe de direction se préoccupait de l'augmentation des effectifs du lycée de garçons du cours Victor Hugo (l'actuel lycée Michel-Montaigne) et de l'éloignement où il se trouve des points extrêmes de la ville. Il fut donc urgent d'établir une annexe et l'établissement de Longchamps présentait des facilités d'accès et une étendue intéressantes, ce qui ne manqua pas d'éveiller la curiosité du Maire de Bordeaux, Paul-Louis Lande, qui consacrait justement son mandat à l'éducation et à l'urbanisme. L'immeuble entier fut livré le 10 juin 1901, date de l'acte de vente. Le nouveau lycée devait accueillir à la fois des élèves externes et des élèves demi-pensionnaires. Son ouverture fut autorisée par décret du 4 septembre 1901 et la rentrée des classes eut lieu au mois d'octobre de la même année. La nouvelle organisation de l'enseignement secondaire du 31 mai 1902, accompagnée de sa traditionnelle refonte des programmes, impliqua la création de quatre sections et exigeait un plus grand nombre de classes que celui prévu initialement. Aussi, par délibération du 28 juillet 1905, le Conseil municipal de Bordeaux substitua un lycée du premier cycle au lycée de plein exercice dont les plans furent modifiés et approuvés par le recteur, au nom du ministre, le 2 octobre 1906. Mais un lourd différend opposa pendant de longues années la municipalité de Bordeaux et l'État à propos du règlement des frais de construction et d'aménagement de l'établissement : finalement, les élèves feraient donc à Longchamps leurs études jusqu'à la classe de troisième inclusivement et les termineraient ensuite au lycée du cours Victor Hugo.
Entre 1907 et 1913, de nombreux et importants travaux ont été effectués pour tenir compte de l'augmentation des effectifs du lycée : six classes supplémentaires en 1907, puis deux nouvelles classes en 1912. Les transformations organisèrent le lycée autour d'une cour centrale délimitée par des galeries qui permettaient d'accéder directement aux salles de classe. Le vaste établissement, qui occupait tout l'îlot compris entre les rues Laroche, le Chapelier, Lagrange et Méry, trouva son entrée principale sur la place Longchamps. Alors que le chantier était en pleine activité, des travaux imprévus nécessitèrent de nouveaux crédits : transplantation de platanes sur la place des Quinconces, remblayage et nivellement de la cour de récréation, transformation des sous-sols en caves, transfert des cuisines et réfectoires en rez-de-chaussée… L'ensemble des constructions et aménagements ne pouvaient être symétriques car il fallait s'adapter à la forme irrégulière de la parcelle existante et suivre les contours des rues adjacentes. Même la forme ovale de la place Longchamps dut être modifiée dès 1913 en raison de la circulation très dense à cet endroit. Le 9 mars 1914, le Conseil municipal approuva la fourniture de mobilier scolaire.

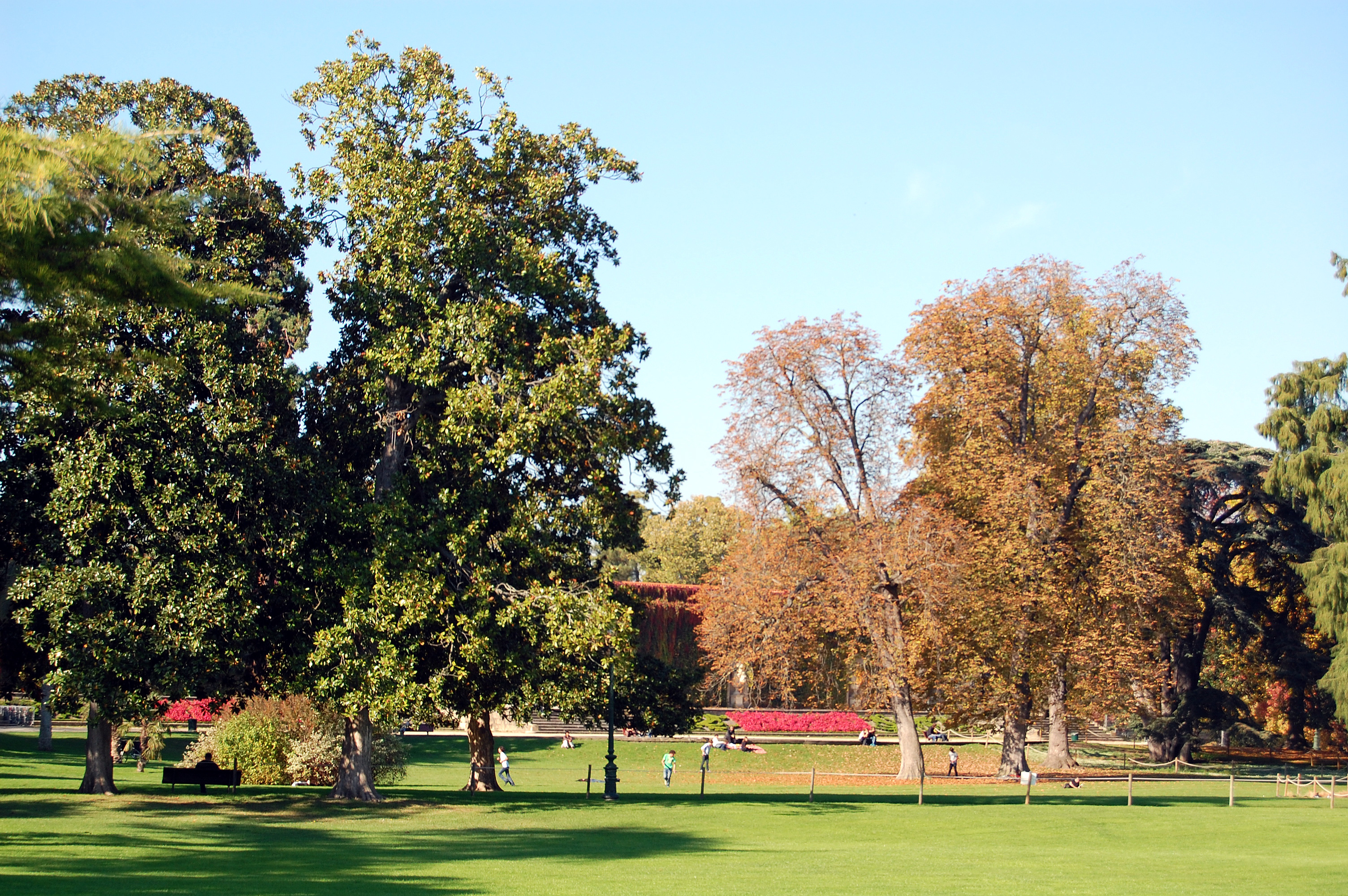
Jardin public de Bordeaux, donnant sur le lycée Montesquieu.

La façade principale mêlait des références à l'architecture du Grand siècle et du suivant : appareillage mixte, chaînes de bossage harpées, hautes cheminées… s'associaient à des baies en plein-cintre, des frontons triangulaires ou bien des corniches droites. Le débord du toit et la haute couverture en tuiles de Marseille de l'ensemble ajoutaient à son éclectisme. Par ailleurs, la proximité du Jardin Public de Bordeaux permettait de garder un certain rapprochement avec la nature, surtout dans les salles de classe.

Durant la Grande guerre, début août 1914, le lycée fut occupé par le 344e régiment d'infanterie de réserve puis il reçut le 19 août une nouvelle affectation par le rapatriement à Bordeaux du Gouvernement rassemblé autour de son président Raymond Poincaré. L'établissement accueillit ainsi les ministères des Travaux publics, de l'Agriculture, du Travail et de la Prévoyance sociale. Le 11 janvier 1916, le lycée put enfin retrouver ses locaux. Depuis cette époque, des constructions nouvelles et des aménagements ont donné à l'établissement l'importance d'un lycée de plein exercice.

Même si le gaz et l'électricité firent leur apparition à la fin du XIXe siècle, leur implantation dans la ville de Bordeaux fut parsemée d'embûches. Le lycée dut attendre le mois de mai 1924 pour être doté de l'éclairage au gaz, de l'électricité et du chauffage central. L'établissement comptait alors huit classes de collège, six classes élémentaires, une classe de maternelle, un jardin d'enfants, cinq études, une permanence, une bibliothèque et une salle de réunion. Mais ce ne fut qu'à partir de l'année 1928-1929 que l'établissement de Longchamps prit réellement la dimension d'un lycée à part entière avec la création d'une nouvelle classe de première et le triplement de son effectif qui s'élevait à 1 250 élèves en 1938.

### Le lycée pendant la seconde guerre mondiale
En mai-juin 1940, une partie de la France de l'Est fuyant les zones de combat de la grande bataille du Nord se jeta sur les routes en tentant de gagner Bordeaux. En quelques semaines, la capitale girondine fut littéralement submergée par les réfugiés. Sa population explosa, passant de 400 000 à 1,5 million d'habitants. Le lycée de Longchamps resta dans ses meubles mais fut réquisitionné comme hôpital militaire. Il connut un afflux d'environ 350 jeunes gens repliés de Paris ou d'Alsace et de Lorraine. Les enseignements s'organisèrent tant bien que mal, aidés par les professeurs arrivés de la capitale ou de Strasbourg.

En juin 1940, après l'invasion et la débâcle, le Gouvernement se réfugia à Bordeaux. Longchamps fut alors licencié. Homme d'État, parlementaires, journalistes, secrétaires s'installèrent dans le lycée. Le ministère des Affaires étrangères occupa provisoirement les salles de classe avant de s'installer à la faculté de droit, place Pey-Berland, afin de se rapprocher de l'hôtel préfectoral de la rue Vital-Carles où était installé le président de la République, Albert Lebrun. Du 10 au 20 juin, des bombes s'égrenèrent sur toute la ville et plus particulièrement autour de Longchamps qui ne fut pas atteint. Le 17 juin 1940, ce fut depuis le lycée de Longchamps que le maréchal Philippe Pétain, 84 ans, qui résidait dans l'hôtel particulier de M. Desbarats, boulevard du Président- Wilson, et qui venait d'être nommé président du Conseil après la démission de Paul Reynaud, aurait lancé : « C'est le cœur serré que je vous dis aujourd'hui qu'il faut cesser le combat… »  Le vainqueur de Verdun venait d'annoncer l'armistice. Le général Charles de Gaulle quitta alors Bordeaux pour Londres et appela à la résistance dès le 18 juin.

Puis, au soir du 30 juin, les bottes des soldats de la VIIe armée allemande résonnèrent dans le hall d'entrée de Longchamps. Le 1er juillet, l'Occupant déferla au beau milieu des cours et l'horloge du lycée passa à l'heure allemande. La salle des professeurs fut alors transformée en café, le parloir en corps de garde. Toutes les fenêtres des locaux restèrent fermées. Le proviseur et les secrétaires furent délogés de leurs bureaux pour occuper deux salles au premier étage. Comme le lycée avait été aménagé en Ortskommandantur par les Allemands, les classes élémentaires furent transférées au n° 7 de la rue Crozilhac, les classes du premier cycle dans des salles vétustes du château Labottière au n° 9 de la rue Labottière (l'emplacement actuel de l'Institut culturel Bernard Magrez), les classes du second cycle dans un garage délabré de la rue de Rivière. Des cloisonnages hâtifs furent constitués, sans couloir, et les élèves s'y engouffraient par trois échelles de meunier et s'y entassaient.

Le 15 octobre 1943, toute la communauté scolaire réintégra le lycée de Longchamps. Les préaux étaient enlaidis de bâtisses en brique rouge, des panneaux de bois masquaient les fenêtres des salles de classe, les cloisons étaient éventrées, les serrures des portes avaient disparu… L'établissement accueillit une trentaine de pensionnaires à la rentrée. Par crainte des bombardements, les heures de cours furent réduites à deux ou quatre par jour pour toutes les classes.

Le 28 août 1944, Bordeaux fut libéré. Puis, à l'appel des cloches et des sirènes le 6 mai 1945, il fut décidé que les portes du lycée de Longchamps s'ouvriraient toutes grandes.

### L'autonomie du lycée Montesquieu

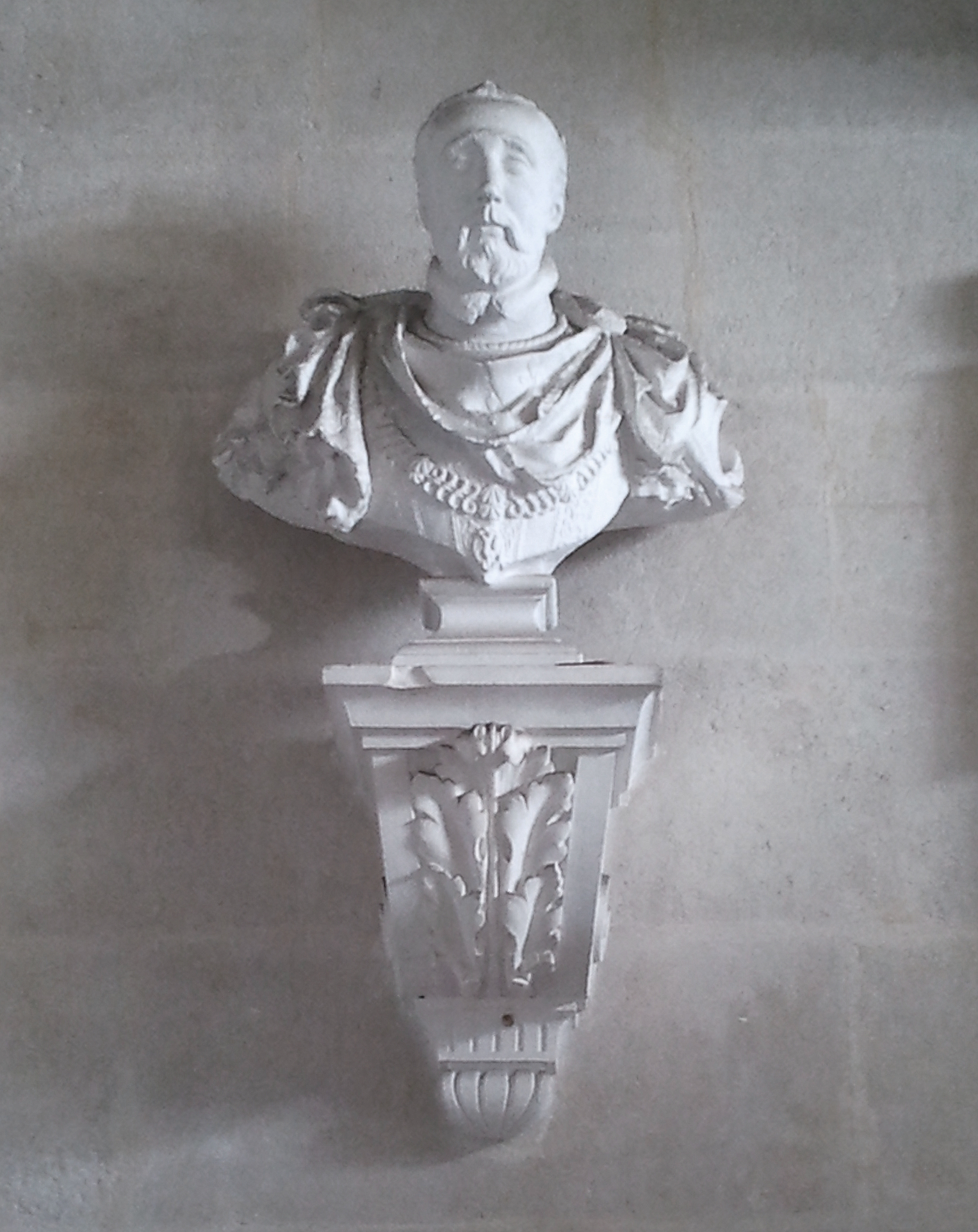
Buste de Montaigne dans le hall d'entrée du lycée

L'établissement resta l'annexe du lycée Michel-Montaigne jusqu'en 1946. Autonome par décret ministériel du 24 octobre 1946, il conserva son nom de lycée de Longchamps, du nom de la place où il se situait, et se dota d'une annexe jusqu'au 16 octobre 1958, le « petit lycée de Talence ». L'arrêté ministériel du 12 mars 1948 autorisa enfin l'établissement à prendre le nom de « lycée Montesquieu » (sur proposition d'un professeur de philosophie), en hommage à l'Académie nationale des sciences, belles-lettres et arts de Bordeaux située place Bardineau, tout près du lycée et dans laquelle siégeait Montesquieu, et dans le cadre de manifestations organisées par la Ville de Bordeaux à l'occasion du 2e centenaire du traité « De l'esprit des lois ». Ce fut en effet en 1748 que Charles de Secondat, baron de la Brède et de Montesquieu, publiait son ouvrage monumental, dans lequel la méthode comparative fut mise pour la première fois en valeur d'une façon systématique et féconde.

En 1960, les classes primaires furent supprimées. Le lycée Montesquieu subit alors de nombreuses transformations. Le gymnase fut créé en 1967. Le foyer des élèves fut officiellement ouvert le 4 décembre 1970 sous le nom de « foyer coopératif socio-éducatif du lycée Montesquieu ». Tous les élèves étaient membres de droit du Foyer et pouvaient participer aux nombreuses activités proposées : photographie, vidéo, théâtre, informatique, astronomie, journal écrit, échecs, danse, tennis de table, etc. L'association sportive faisait partie intégrante du Foyer. L'ensemble des élèves et leur famille étaient invités à une grande fête sportive dans l'établissement en fin d'année scolaire. Le climat intérieur du lycée n'a guère changé au cours du temps, mis à part un certain état d'esprit dû à la mixité à partir de la rentrée 1971… Le premier cycle disparut définitivement à la rentrée 1975. Initié en 1976, le programme de rénovation permit la création d'un centre de documentation et d'information vaste et fonctionnel au deuxième étage du bâtiment sous l'horloge, d'un bloc scientifique entièrement repensé par les utilisateurs eux-mêmes, ainsi que d'une salle polyvalente prenant place au sein d'une annexe, située à 400 mètres environ de l'établissement dans l'ancien collège d'enseignement secondaire Montgolfier, à l'angle de la rue Mandron et de la rue Saint-Maur. Par ailleurs, une dotation complémentaire contribua à l'achat de six ordinateurs Bull ! L'architecture des bâtiments et la configuration spatiale des locaux permettaient ainsi d'accueillir environ 1 200 élèves en moyenne répartis dans un peu plus de 30 divisions.

### La restructuration de 2005

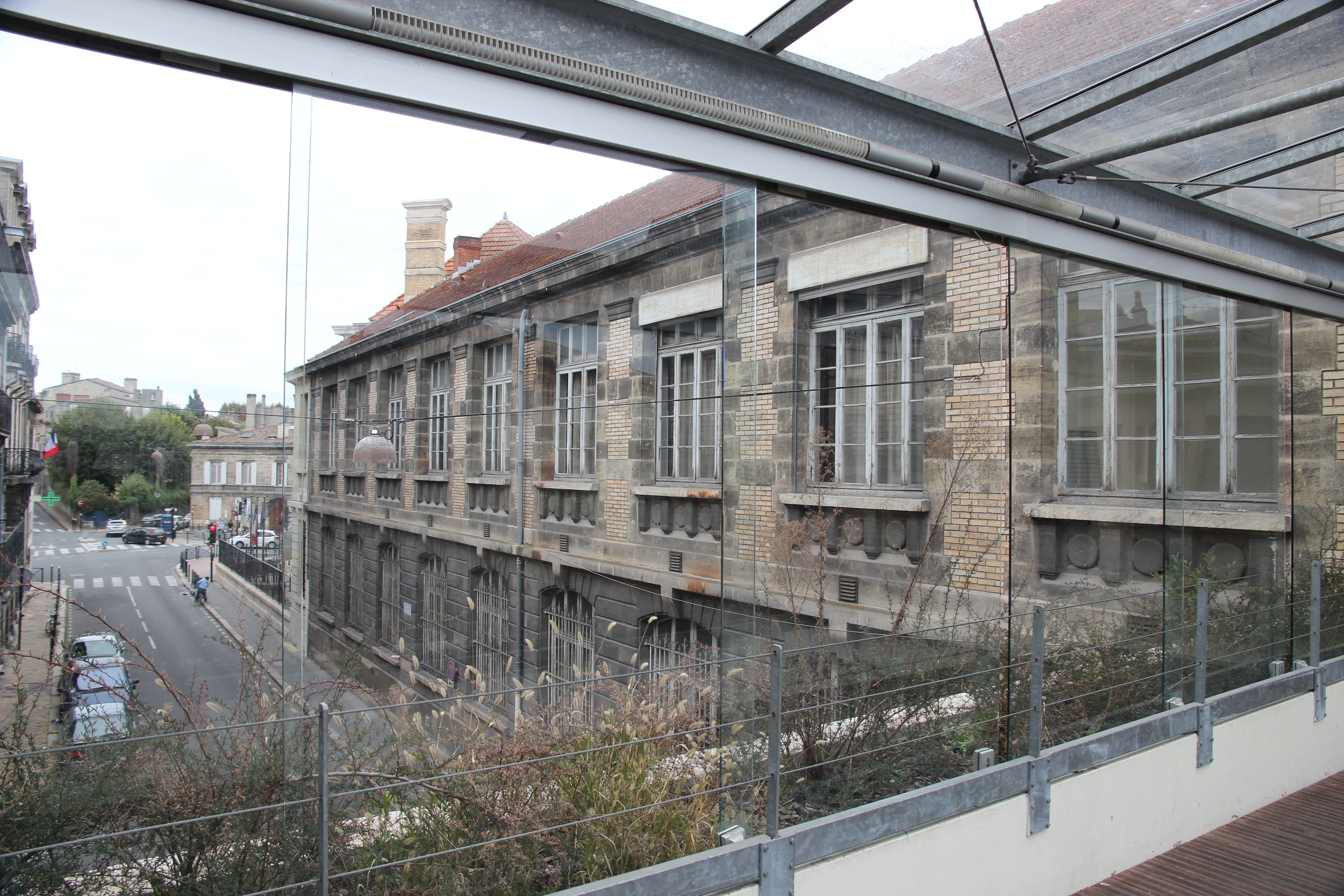
Lycée Montesquieu - Vue depuis la passerelle

Initiée en 2005, la restructuration fut une étape très importante dans la vie de l'établissement puisqu'elle en a réorganisé les pôles d'enseignement, la circulation des personnes, les aménagements, etc. Pour l'histoire, un ancien chai de cognac situé de l'autre côté de la rue le Chapelier fut mis en vente mais son prix était beaucoup trop élevé pour la Région. Un groupe hôtelier anglais s'en porta acquéreur. Un incendie (sûrement provoqué par un court-circuit à proximité d'effluves d'alcool) se déclara alors, détruisant entièrement le bâtiment. Le groupe hôtelier renonça à l'acquisition et la Région en devint ainsi le propriétaire. Les travaux de construction de la future extension du lycée Montesquieu commencèrent à l'été 2005 sous le contrôle de l'architecte Jeff Dananik. Cette extension allait bientôt remplacer l'annexe du lycée située dans l'ancien CES Montgolfier.

Mais une question cruciale se posa : comment relier les deux bâtiments séparés par une rue passante ? L'idée d'un passage sous-terrain fut alors évoquée. Mais cette solution n'a pu aboutir car la ville est construite sur des sols marécageux et la présence d'un collecteur d'égouts sous la rue le Chapelier empêche le passage. La construction d'une passerelle fut donc privilégiée, après autorisation exceptionnelle de l'architecte des Bâtiments de France puisque le lycée se situe dans une zone classée. Pendant l'été 2007, la restructuration du lycée s'acheva. Ce fut la première passerelle de ce type réalisée à Bordeaux. Celle-ci, en plus de constituer un accès sécurisé à l'extension, permit de créer un effet de miroir entre les architectures des deux bâtiments. La façade de l'extension reproduit en effet celle du bâtiment principal : tous les éléments d'architecture, de la ferronnerie jusqu'à l'entablement, furent traités comme en écho au bâtiment d'origine conférant une belle harmonie à l'ensemble scolaire. Ce nouveau bâtiment a été construit en béton armé puis il a été recouvert par de la pierre avec un effet de brossage afin que le relief rappelle le motif de l'ancien bâtiment.

La passerelle et le bâtiment « extension » ont été inaugurés le 3 septembre 2007 par Alain Rousset, président du Conseil régional de Nouvelle-Aquitaine. L'extension comprend :
- un ascenseur et un monte-charge destiné aux cuisines ;
- un parking voitures en sous-sol ;
- des salles spécialisées consacrées aux enseignements artistiques (théâtre, cinéma-audiovisuel et histoire des arts), un parking deux-roues et des appartements de fonction au rez-de-chaussée ;
- des salles de classe au 1er étage (entresol) ;
- un restaurant scolaire et un foyer des élèves au 2e étage ;
- des salles de classe, salles de préparation et salles de collections réservées à l'enseignement des sciences expérimentales (sciences de la vie et de la Terre, sciences physiques et chimiques) aux 3e et 4e étages.

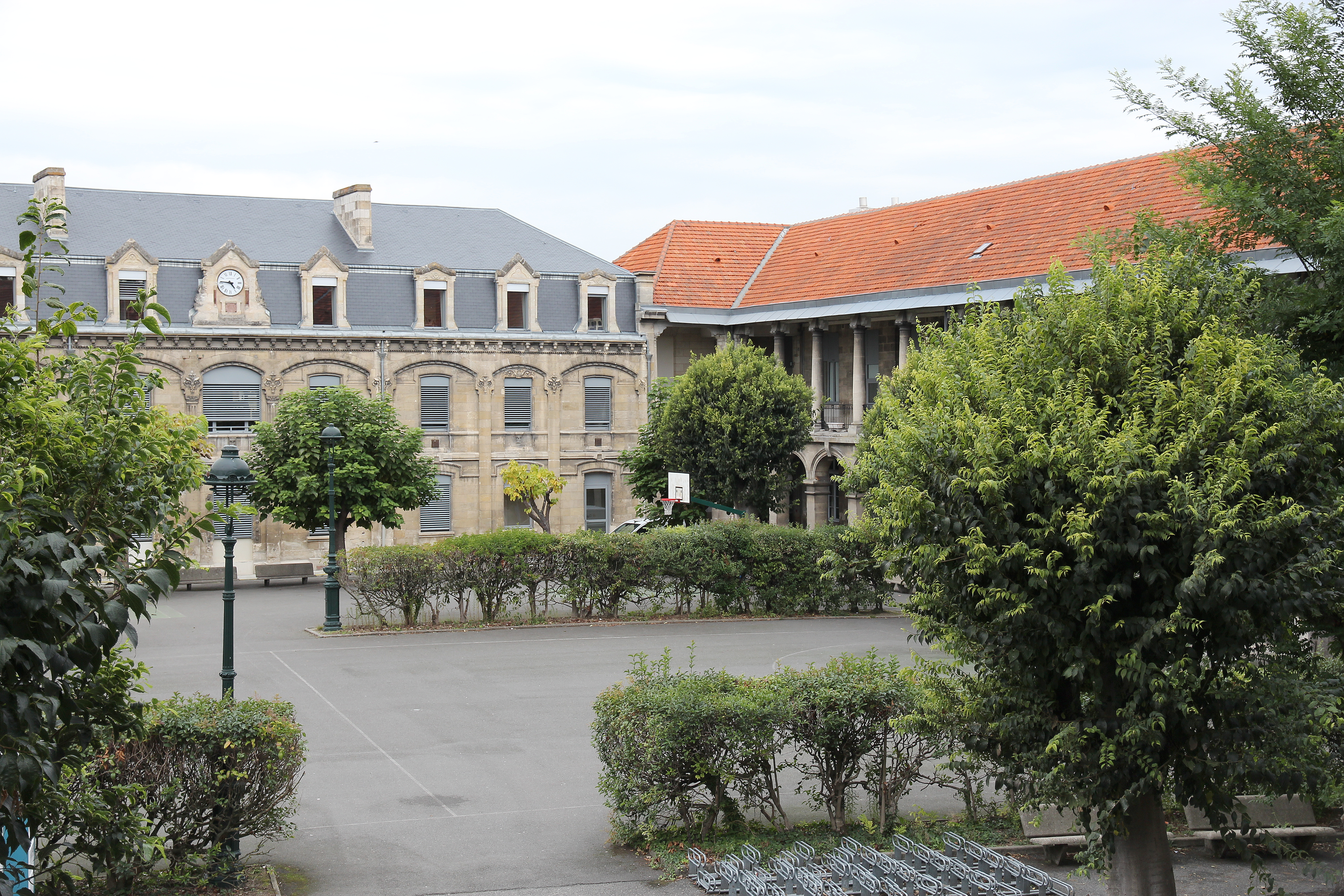
Lycée Montesquieu (Bordeaux) - Cour intérieure et bâtiments des ailes ouest et nord

La restructuration du lycée a également permis de rénover entièrement les salles de classe et les équipements pédagogiques du bâtiment principal, de réaffecter des zones d'enseignement et de concevoir de nouveaux aménagements :
- une salle polyvalente et une salle d'honneur spacieuses et fonctionnelles ;
- une salle d'escalade et des vestiaires rénovés ;
- des bureaux consacrés aux psychologues de l'Éducation nationale ;
- un espace de travail média-langues destiné à l'enseignement des langues étrangères ;
- un CDI ergonomique ;
- une salle des professeurs centralisée ;
- deux salles informatiques rénovées ;
- deux ascenseurs.

## L'établissement de nos jours

### Identité

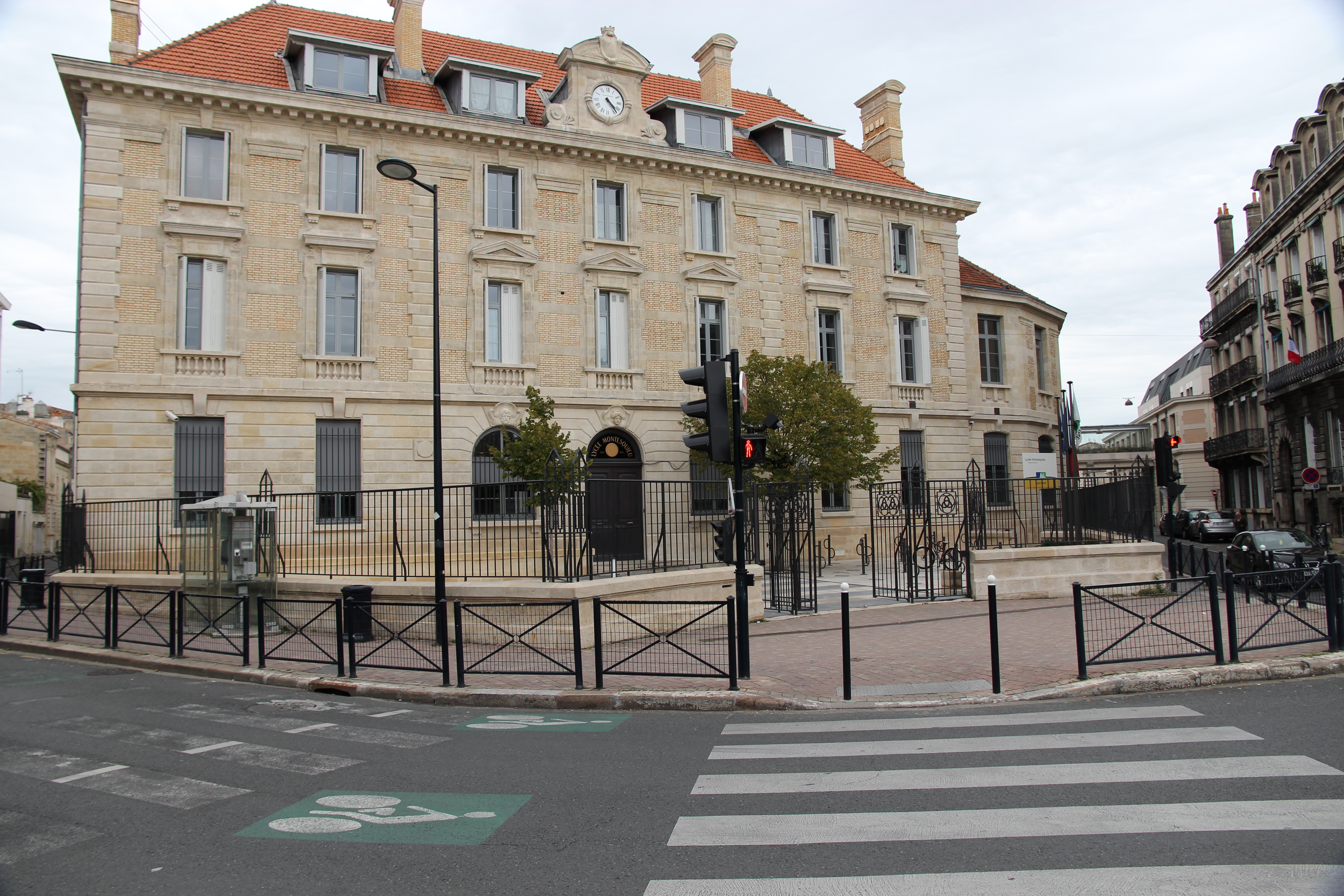
Lycée Montesquieu - Façade du bâtiment principal

Le lycée Montesquieu prépare au baccalauréat général. Pour cela, il bénéficie d'une architecture chaleureuse et d'aménagements conviviaux propices aux études. La proximité et la diversité des lieux de culture renforcent cette image d'un lycée ancré dans son quartier, dans son tissu urbain.

Sa forte culture des humanités, des arts et des sciences lui a permis de renforcer son attractivité et de trouver une identité propre dans laquelle les dispositifs pédagogiques et projets culturels sont particulièrement développés. En témoignent le dynamisme et la diversification des enseignements spécifiques, le fort engagement des personnels dans le processus d'intégration des élèves, l'accompagnement régulier des élèves en difficulté (soutien scolaire, tutorat, devoirs du samedi matin, suivi des stages passerelles, etc.), les équipements de qualité, la collaboration avec les fédérations de parents d'élèves…

Aux côtés des enseignements, toutes les actions pédagogiques mises en œuvre contribuent à une information continue et éclaircie qui aide chaque élève à entreprendre des choix d'orientation raisonnés et à développer son autonomie :
- voyages et échanges scolaires (Angleterre, Irlande, Espagne, Allemagne, Italie, Sicile, etc.) ;
- actions culturelles et citoyennes (activités des clubs, conférences du CESC, actions des éco-délégués, ateliers Mémorial de la Shoah, participation aux Journées européennes du patrimoine, concours d'éloquence, etc.) ;
- activités sportives (participation aux championnats, association sportive affiliée à l'UNSS, section sportive escalade, etc.).

### Enseignements dispensés
L'organisation des études au lycée, pour les voies d'enseignement général et technologique, est divisée en deux cycles :

#### Le cycle de détermination (classe de seconde)
Les langues vivantes étrangères proposées au lycée Montesquieu sont :
- en LV A : allemand, anglais, espagnol ;
- en LV B : allemand, anglais, espagnol, italien.

La classe de seconde permet aux élèves de tester leurs goûts et leurs aptitudes, notamment grâce au choix, en plus des enseignements communs à tous, d'enseignements optionnels à dominante générale ou technologique qui favorisent une ouverture vers d'autres domaines que ceux suivis dans le cadre des enseignements communs. Au lycée Montesquieu, les enseignements optionnels proposés sont :
- langues et cultures de l'Antiquité (latin) ;
- langue vivante C étrangère ou régionale (italien) ;
- arts (cinéma-audiovisuel, histoire des arts, théâtre) ;
- sections européennes (allemand/mathématiques, anglais/physique-chimie, anglais/sciences économiques et sociales, espagnol/histoire-géographie) ;
- biotechnologies.

#### Le cycle terminal (classes de première et terminale)
Le cycle terminal se clôt par l'obtention du diplôme du baccalauréat général ou technologique. Ce diplôme conduit à des poursuites d'études dans l'enseignement supérieur, en université, sections de techniciens supérieurs, classes préparatoires aux grandes écoles, instituts universitaires de technologie, etc. Pour cela, le lycée Montesquieu dispose d'une offre élargie d'enseignements de spécialité permettant une grande variété de combinaisons :
- mathématiques ;
- physique-chimie ;
- sciences de la vie et de la Terre ;
- sciences économiques et sociales ;
- numérique et sciences informatiques ;
- histoire-géographie, géopolitique et sciences politiques ;
- humanités, littérature et philosophie ;
- langues, littératures et cultures étrangères et régionales ;
- anglais, monde contemporain ;
- arts - cinéma-audiovisuel ;
- arts - histoire des arts ;
- arts - théâtre.

Aux côtés des enseignements de spécialité et des enseignements communs figure une palette d'enseignements optionnels complétant utilement le parcours scolaire des élèves :
- langues et cultures de l'Antiquité (latin) ;
- langue vivante C étrangère ou régionale (italien) ;
- arts (cinéma-audiovisuel, histoire des arts, théâtre) ;
- sections européennes (allemand/mathématiques, anglais/physique-chimie, anglais/sciences économiques et sociales, espagnol/histoire-géographie) ;
- mathématiques complémentaires (en classe terminale uniquement) ;
- mathématiques expertes (en classe terminale uniquement).

### Une spécificité artistique départementale
Les enseignements artistiques du lycée Montesquieu s'inscrivent dans la continuité de ceux suivis au collège dans le cadre des enseignements obligatoires (arts plastiques, éducation musicale et chant choral, éducation physique et sportive) et avec les expériences menées dans le cadre de l'éducation artistique et culturelle (ateliers de pratique artistique, association sportive, etc.).

C'est à partir des années 1970 que l'on a commencé à prendre en compte l'importance de la dimension artistique dans l'éducation générale avec notamment la création en 1977 de la Mission d'action culturelle en milieu scolaire au sein du ministère de l'Éducation nationale, confirmée par un protocole d'accord le 25 avril 1983. Historiquement, les sections cinéma-audiovisuel et théâtre du lycée Montesquieu ont débuté dans les années 1980 sous la forme de clubs, transformés plus tard en ateliers de pratique artistique, puis finalement convertis en enseignements à part entière dans les années 1990.

De nos jours, les trois enseignements artistiques, cinéma-audiovisuel, histoire des arts et théâtre, implantés au lycée Montesquieu conduisent les élèves à percevoir et apprécier le rôle, la valeur et la vitalité des arts dans les sociétés du passé comme dans le monde actuel. Ils leur offrent l'opportunité de développer, par la rencontres des œuvres et des artistes, un regard sensible, éclairé et critique sur le monde. Ils leur permettent ainsi de s'exprimer, s'épanouir, développer leur curiosité et enrichir considérablement leur culture générale. Ces enseignements donnent lieu à une pédagogie différente, basée sur la mise en œuvre de projets collectifs, l'accompagnement de la pratique artistique par des intervenants professionnels variés, de nombreuses sorties culturelles et une grande place donnée à l'expression orale.

### Labellisation E3D
Le label E3D reconnaît et encourage les établissements scolaires qui s'engagent dans une démarche globale de développement durable.

Grâce aux actions concrètes menées depuis plusieurs années par les éco-délégués (gestion des déchets, organisation de collectes alimentaires, mise en avant du moteur de recherche Ecosia, mise en place d'hôtels à insectes, entretien de jardinières, etc.), le lycée Montesquieu a obtenu le label E3D niveau 2 sur proposition du jury de labellisation (établissement en démarche globale de développement durable) de la 14e session du 13 décembre 2023.

### Journée portes ouvertes

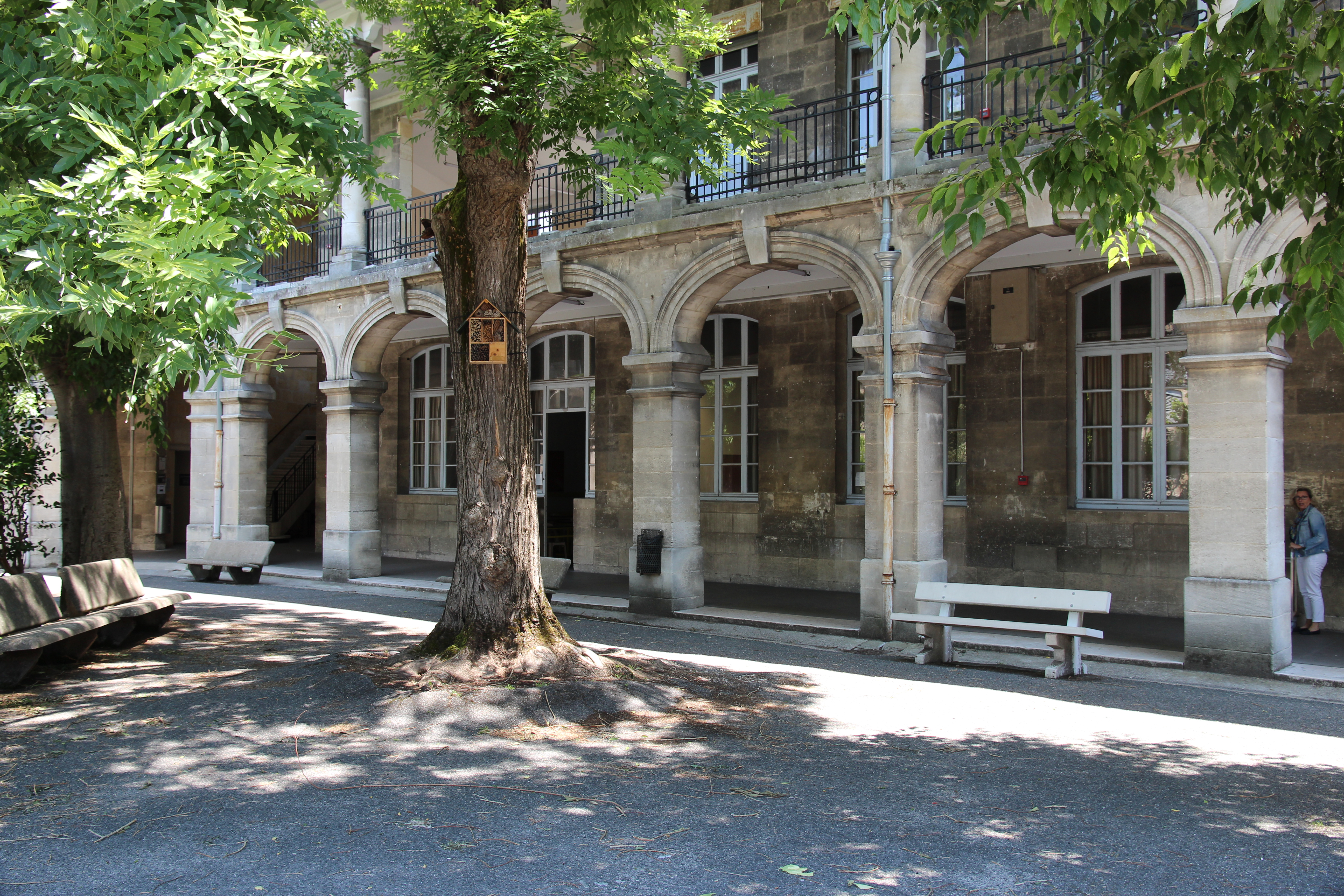
Lycée Montesquieu (Bordeaux) - Coursives et cour intérieure

Depuis de nombreuses années, l'établissement organise une Journée portes ouvertes (JPO). Cette journée représente un événement important durant lequel l'établissement est ouvert aux élèves de troisième et de seconde, ainsi qu'à leurs parents.

Accueillis et accompagnés lors de leur visite par des guides lycéens volontaires, les collégiens découvrent le lycée, son architecture, son environnement, ses salles de classe, son personnel, ses activités culturelles et citoyennes… Ils ont également accès à des informations détaillées sur l'organisation de la scolarité et les formations proposées : les matières qui y sont enseignées et leurs horaires, la façon dont les programmes disciplinaires sont mis en œuvre, les modalités d'évaluation du baccalauréat, les poursuites d'études, etc. Quant aux élèves de seconde, ils découvrent plus spécifiquement les enseignements de spécialité qui ne sont pas enseignés dans leur lycée d'origine.

La JPO du lycée Montesquieu est traditionnellement programmée un samedi matin de 9 h à 12 h au début du printemps.

## Personnalités liées au lycée

### Anciens élèves

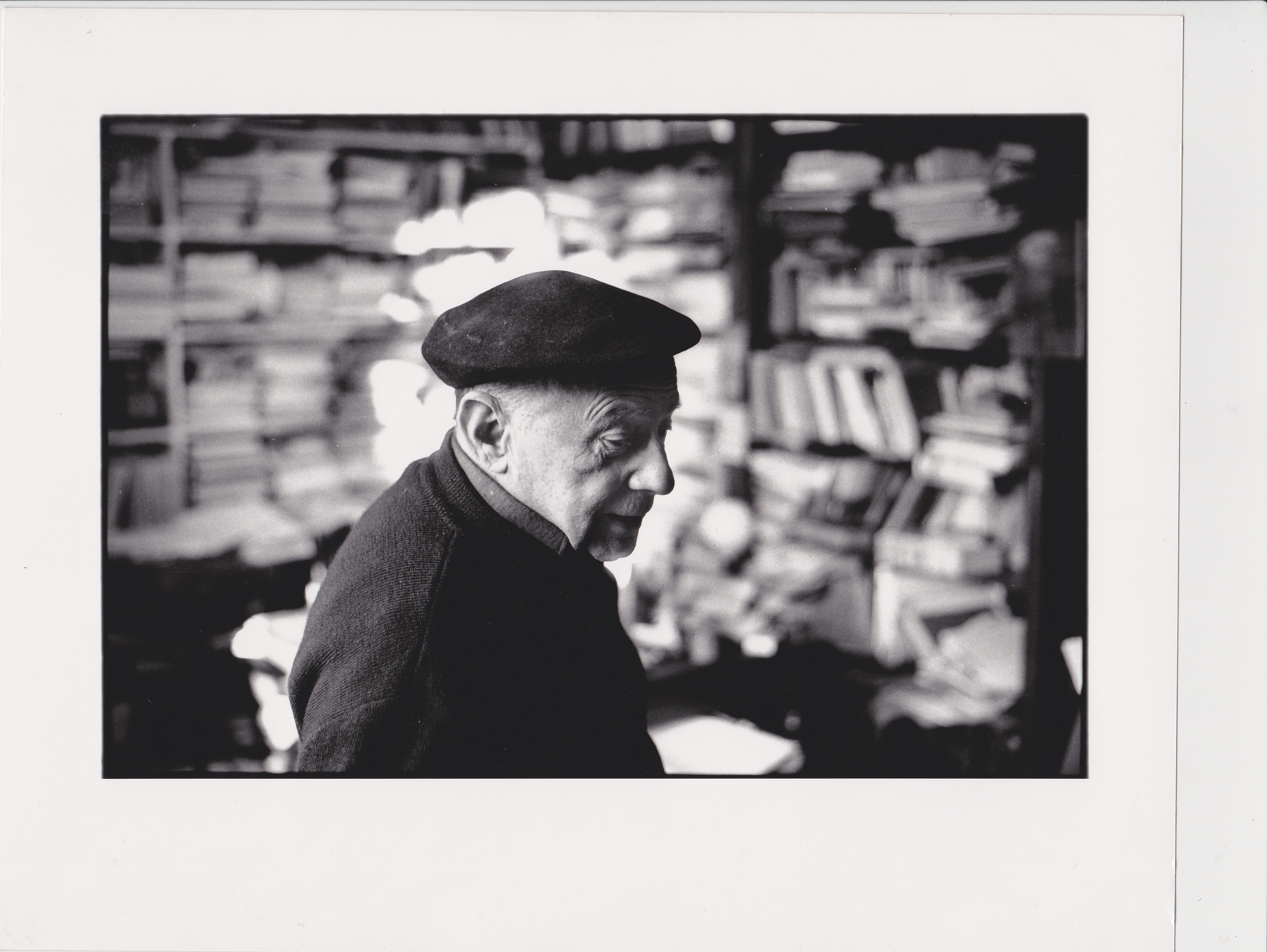
Jacques Ellul, ancien élève du lycée Montesquieu

- Henri d'Orléans (1908-1999) : comte de Paris, chef de la Maison d'Orléans[21]
- Jacques Ellul (1912-1994) : historien du droit, sociologue et théologien
- Jean Renaud-Dandicolle (1923-1944) : agent français du SOE, héros de la Résistance
- Michel Suffran (1931-2018) : médecin, écrivain et auteur de théâtre
- Julien Courbet (né en 1965) : animateur de télévision
- Aurélie Vaneck (née en 1983) : actrice
- Damiel Dossevi (né en 1983) : athlète et entraîneur d'athlétisme
- Olivier Rousteing (né en 1985) : styliste
- Stéphanie Sokolinski, dite Soko (née en 1985) : auteure-compositrice-interprète
- Zakary Bairi (né en 2003) : comédien

### Anciens professeurs
- Charles Troufleau (1878-1916) professeur de lettres et poète, figure parmi les 560 écrivains morts pour la France au Panthéon